# Ишчезавајући спреј
Спортски спреј или ишчезавајући спреј (такође пена) супстанца је која се користи у фудбалу да би се пружила привремена визуелна ознака на терену. Примењује га судија да би означио минималну дистанцу од лопте на којој се може позиционирати одбрамбени тим током извођења слободног ударца, као и за обележавање тачке с које се ударац изводи. Спреј је налик на белу боју или разводњену пену за бријање непосредно по наношењу на травњак или терен. У потпуности нестаје након отприлике једног минута, при чему не оставља никакве видљиве трагове.
Употребљаван углавном на највишим нивоима такмичења, ишчезавајући спреј има намену да спречи непотребна кашњења онемогућавајући одбрамбени тим да приђе ближе од обавезних 9,1 m (10 yd) од лопте током извођења слободног ударца; такође спречава нападачки тим од противправилног померања лопте с тачке коју је судија одредио као место за извођење слободног ударца. Коришћење спреја у фудбалу не регулишу Закони игре, а ауторизација је у рукама тела које управља утакмицом, лигом или турниром.

## Преглед
Спортски спреј се примењује из аеросол-боце коју судија носи у футроли причвршћеној за његов шортс. Судија има потпуну слободу одлучивања да ли да употреби спреј или не, а од противника се захтева да се повуче 9,1 m (10 yd) од тачке слободног ударца без обзира на то да ли се спреј користи (осим ако тим којем је додељен ударац одабере да изведе „брзи” слободњак док је противник још увек унутар 9,1 m (10 yd)). Генерално, само се користи када је досуђен слободни ударац где је шанса за остваривање поготка релативно велика (нпр., обично се не користи када је тиму досуђен слободни ударац на његовој половини терена). Када судија одлучи да употреби ишчезавајући спреј, иначе прво обележава тачку за лопту а онда се удаљи 9,1 m (10 yd) у смеру напада да би означио линију коју одбрана не сме да пређе. На крају, судија ће — дувањем у пиштаљку — дати знак да се слободни ударац изведе. Ознаке нестају с терена након отприлике минута.

## Техничке информације
Боца садржи воду (~80%), гас бутан (~17%), сурфактант (~1%) те друге састојке — укључујући биљно уље (~2%). Течни бутан се шири када се производ избаци из боце. Бутан испарава инстантно, формирајући мехуриће гаса у смеши вода—сурфактант. Сурфактанти изазивају да мехурићи имају стабилност и стога се формира колоид гаса у течности (пена). Мехурићи на крају нестају и пена више не постоји, а остаје само вода и остатак сурфактанта на подлози. Подробнији технички детаљи могу да се пронађу у одредбама Закона о патентима САД за два комерцијално доступна производа: Спуни (2001) и 9-15 (2010).

## Историја
Године 2000, бразилски проналазач Хајне Алемање развио је спреј под називом „Спуни” (од порт. espuma — пена). Његова прва употреба на професионалном нивоу била је на Бразилском првенству 2001. — Куп Жоао Авеланж. Судије су једногласно одобриле његову употребу и спреј се од тада користи на бразилским такмичењима. Међународну апликацију за патент за „Спуни” поднео је проналазач, 31. марта 2000. године, а патент је одобрен 29. октобра 2002. године. Од тада, спреј се користи на многим међународним фудбалским такмичењима. У јуну 2014. последња комерцијална верзија спреја, „9-15”, први пут је представљена на Светском првенству у фудбалу 2014. „9-15” је развио аргентински предузетник Пабло Силва и његова комерцијална производња почела је 2008. године.
Бразилски проналазач Алемање недавно је разговарао с медијима, наводећи да му Фифа није платила за спреј већ да је наставила да га производи и користи без плаћања хонорара. Бразилски судови су пресудили против Фифе а они су наставили да игноришу материју.
Турнир Копа Америка 2011. био је први турнир с националним тимовима на којем је спреј употребљен. Овај успех је нагнао на увођење спреја у неколико националних лига 2011. године у Америци, укључујући Главну фудбалску лигу. Такође је коришћен на Светском првенству у фудбалу до 20 година 2013. у Турској, Светском првенству у фудбалу до 17 година 2014. на Малти и Гоцу, те Светском првенству у фудбалу 2014. у Бразилу.

## Модерна употреба
Прва утакмица светског првенства на којој је употребљен спреј била је утакмица отварања Фифиног Светског првенства у фудбалу 2014. између Бразила и Хрватске одиграна 12. јуна; судија је био Јуичи Нишимура. Употреба спреја је сада одобрена за топ-флајт фудбал у Бундеслиги у Немачкој (с тим да га је немачка агенција за заштиту потрошача, TÜV, забранила због еколошких проблема), Серију А у Италији, Лигу 1 у Француској, Ла Лигу у Шпанији, Премијер лигу у Енглеској, MLS-у у САД, Про лиги у Ирану, Фортуни у Чешкој, Премијер лиги у Хонгконгу, А лиги у Аустралији, Премијер лиги на Тајланду, Примејри у Португалији, Екстракласи у Пољској, Суперлиги у Данској, CFL-у у Индији, Ј лиги у Јапану и В лиги у Вијетнаму.